# Moses Moody
Moses Josiah Moody (Little Rock, 2002. május 31. –) amerikai kosárlabdázó, dobóhátvéd, a Golden State Warriors játékosa a National Basketball Associationben (NBA).
Arkansas államban született és nőtt fel, három különböző csapatban játszott középiskolás pályafutása során, több elismerést is kapott játékáért. Végzősként Floridába költözött, de egyetemre visszatért szülőállamába, az Arkansas Razorbacks játékosa volt. A délkeleti főcsoportban megválasztották az év elsőévesének és a legjobb játékosai közé nevezték.
A 2021-es NBA-drafton a Golden State választotta ki a 14. helyen, újonc szezonjában bajnok lett a csapattal.

## Statisztika

### Egyetem
| Év        | Csapat              | JM | KM | JP/M | MG%  | 3P%  | BD%  | LP/M | GP/M | L/M | B/M | P/M  |
| --------- | ------------------- | -- | -- | ---- | ---- | ---- | ---- | ---- | ---- | --- | --- | ---- |
| 2020–2021 | Arkansas Razorbacks | 32 | 32 | 33,8 | .427 | .358 | .812 | 5,8  | 1,6  | 1,0 | 0,7 | 16,8 |

### NBA

#### Alapszakasz
| Év         | Csapat                | JM  | KM | JP/M | MG%  | 3P%  | BD%  | LP/M | GP/M | L/M | B/M | P/M |
| ---------- | --------------------- | --- | -- | ---- | ---- | ---- | ---- | ---- | ---- | --- | --- | --- |
| 2021–2022† | Golden State Warriors | 52  | 11 | 11,7 | .437 | .364 | .778 | 1,5  | 0,4  | 0,1 | 0,2 | 4,4 |
| 2022–2023  | Golden State Warriors | 63  | 3  | 13,0 | .476 | .363 | .698 | 1,7  | 0,8  | 0,3 | 0,1 | 4,8 |
| 2023–2024  | Golden State Warriors | 66  | 9  | 17,5 | .462 | .360 | .785 | 3,0  | 0,9  | 0,6 | 0,4 | 8,1 |
| 2024–2025  | Golden State Warriors | 74  | 34 | 22,3 | .433 | .374 | .797 | 2,6  | 1,3  | 0,8 | 0,4 | 9,8 |
| Karrier    | Karrier               | 255 | 57 | 16,6 | .449 | .367 | .775 | 2,2  | 0,9  | 0,9 | 0,3 | 7,0 |

Play-in
| Év      | Csapat                | JM | KM | JP/M | MG%  | 3P%  | BD%  | LP/M | GP/M | L/M | B/M | P/M  |
| ------- | --------------------- | -- | -- | ---- | ---- | ---- | ---- | ---- | ---- | --- | --- | ---- |
| 2024    | Golden State Warriors | 1  | 0  | 15,4 | .625 | .500 | .800 | 3,0  | 1,0  | 0   | 0   | 16,0 |
| 2025    | Golden State Warriors | 1  | 1  | 33,1 | .571 | .250 | —    | 3,0  | 1,0  | 1,0 | 1,0 | 9,0  |
| Karrier | Karrier               | 2  | 1  | 24.3 | .600 | .375 | .800 | 3,0  | 1,0  | 0,5 | 0,5 | 12,5 |

#### Rájátszás
| Év      | Csapat                | JM | KM | JP/M | MG%  | 3P%  | BD%  | LP/M | GP/M | L/M | B/M | P/M |
| ------- | --------------------- | -- | -- | ---- | ---- | ---- | ---- | ---- | ---- | --- | --- | --- |
| 2022†   | Golden State Warriors | 13 | 0  | 8,1  | .536 | .538 | .667 | 0,6  | 0,3  | 0,2 | 0,2 | 3,2 |
| 2023    | Golden State Warriors | 12 | 0  | 13,4 | .535 | .591 | .917 | 2,6  | 0,7  | 0,4 | 0,3 | 4,8 |
| 2025    | Golden State Warriors | 12 | 2  | 16,1 | .350 | .333 | .824 | 2,2  | 1,2  | 0,5 | 0,3 | 7,1 |
| Karrier | Karrier               | 37 | 2  | 12,4 | .437 | .438 | .829 | 1,8  | 0,7  | 0,4 | 0,3 | 5,3 |